# رابطة كربون-هيدروجين
في الكيمياء، رابطة الكربون- الهيدروجين (رابطة C−H) هي رابطة كيميائية بين ذرات الكربون والهيدروجين، يمكن العثور عليها في العديد من المركبات العضوية. وهي رابطة تساهمية أحادية، مما يعني أن الكربون يشترك في إلكترونات التكافؤ الخارجية مع أربع ذرات هيدروجين. هذه الرابطة تكمل كلا غلافي التكافؤ الخارجيين، مما يجعل كلاهما مستقرُا. 
يبلغ طول رابطة الكربون- الهيدروجين حوالي 1.09 Å (1.09 × 10 10 م) وطاقة الرابطة تبلغ حوالي 413 كيلوجول / مول. باستخدام مقياس بولينج [الإنجليزية] -C (2.55) و H (2.2) - يكون فرق الكهربية بين هاتين الذرتين يساوي 0.35، وبسبب هذا الاختلاف الصغير في الكهربية، فإن رابطة الكربون-الهيدروجين تعتبر بشكل عام رابطة غير قطبية. غالبًا ما يتم حذف ذرات الهيدروجين في الصيغ الهيكلية للجزيئات. المركبات المكونة فقط من (روابط الكربون-الهيدروجين) و(روابط الكربون-الكربون) هي الألكانات والألكينات والألكينات والهيدروكربونات العطرية والتي تُعرف مجتمعة باسم الهيدروكربونات.
في أكتوبر 2016، أفاد علماء الفلك أن المكونات الكيميائية الأساسية للحياة وهي (جزيء الكربون-الهيدروجين (CH) أو جذور الميثيليدين [الإنجليزية]) وأيون الكربون-الهيدروجين الموجب (CH+ ) وأيون الكربون (C+ ) هي نتيجة (في جزء كبير منها) الضوء فوق البنفسجي القادم من النجوم وليس من مصادر أخرى مثل الأحداث المضطربة المتعلقة بالمستعرات الأعظمية والنجوم الفتية كما كان يعتقد سابقًا.

## طول الرابطة
يختلف طول رابطة الكربون-الهيدروجين اختلافًا طفيفًا عندما تتعرض ذرة الكربون للتهجين المداري. الرابطة بين ذرة الهيدروجين وذرة الكربون المهجن sp2 أقصر بحوالي 0.6٪ من الكربون المهجن بين الهيدروجين وsp3. تكون الرابطة بين الكربون المهجن والهيدروجين أقصر بحوالي 3 ٪ من sp3 C-H. يتضح هذا التغير من خلال البنية الجزيئية للإيثان والإيثيلين والأسيتيلين.
| لبجزيئ                                          | إيثان                           | إيثيلين                         | أسيتيلين                   |
| الصيغة الكيميائية                               | C2H6                            | C2H4                            | C2H2                       |
| الرتبة                                          | ألكان                           | ألكين                           | ألكاين                     |
| بنية كيميائية                                   |                                 |                                 |                            |
| تهجين الكربون                                   | sp3                             | sp2                             | sp                         |
| طول رابطة كربون-هيدروجين                        | 1.094 Å                         | 1.087 Å                         | 1.060 Å                    |
| نسبة طول رابطة الإيثان إلى رابطة كربون-هيدروجين | 100%                            | 99%                             | 97%                        |
| طريقة تحديد البنية الكيميائية                   | مطيافية الميكروويف [الإنجليزية] | مطيافية الميكروويف [الإنجليزية] | مطيافية الأشعة تحت الحمراء |

## التفاعلات
رابطة الكربون-الهيدروجين بشكل عام قوية جدًا، لذا فهي غير تفاعلية نسبيًا. في عدة فئات مركبة تسمى مجتمعة أحماض الكربون، يمكن أن تكون رابطة الكربون-الهيدروجين حمضية بدرجة كافية لإزالة البروتون. عثر على رابطة الكربون-الهيدروجين غير النشطة في الألكانات وليست مجاورة لذرة غير متجانسة (O ، N ، Si ، إلخ). عادة ما تشارك هذه الروابط فقط في الاستبدال الجذري. ومع ذلك من المعروف أن العديد من الإنزيمات تؤثر على هذه التفاعلات.
على الرغم من أن رابطة الكربون-الهيدروجين هي واحدة من أقوى الروابط، إلا أنها تتفاوت بنسبة تزيد عن 30 ٪ من حيث الحجم بالنسبة للمركبات العضوية المستقرة إلى حد ما، حتى في حالة عدم وجود ذرات غير متجانسة.
| الرابطة      | جذور الهيدروكربون           | طاقة تفكك الرابطة المولية (كيلو كالوري) | طاقة تفكك الرابطة المولية (كيلوجول) |
| ------------ | --------------------------- | --------------------------------------- | ----------------------------------- |
| CH3−H        | مجموعة ميثيل                | 104                                     | 440                                 |
| C2H5−H       | مجموعة إيثيل                | 98                                      | 410                                 |
| (CH3)2HC−H   | مجموعة بروبيل               | 95                                      | 400                                 |
| (CH3)3C−H    | مجموعة بوتيل                | 93                                      | 390                                 |
| CH2=CH−H     | مجموعة فاينيل               | 112                                     | 470                                 |
| HC≡C−H       | مجموعة إيثينيل [الإنجليزية] | 133                                     | 560                                 |
| C6H5−H       | مجموعة فينيل                | 110                                     | 460                                 |
| CH2=CHCH2−H  | مجموعة أليل                 | 88                                      | 370                                 |
| C6H5CH2−H    | مجموعة بنزيل                | 85                                      | 360                                 |
| OC4H7−H      | رباعي هيدرو الفوران         | 92                                      | 380                                 |
| CH3C(O)CH2−H | أسيتون                      | 96                                      | 400                                 |

1. ↑  March, Jerry (1985)، Advanced Organic Chemistry: Reactions, Mechanisms, and Structure (ط. 3rd)، New York: Wiley، ISBN:0-471-85472-7
2. ↑  "Life Sciences Cyberbridge". Covalent Bonds. مؤرشف من الأصل في 2015-09-18. اطلع عليه بتاريخ 2015-09-15.
3. ↑  Landau، Elizabeth (12 أكتوبر 2016). "Building Blocks of Life's Building Blocks Come From Starlight". ناسا. مؤرشف من الأصل في 2023-01-27. اطلع عليه بتاريخ 2016-10-13.
4. ↑  CRC Handbook of Chemistry and Physics, 88th edition
5. ↑  Bollinger, J. M. Jr., Broderick, J. B. "Frontiers in enzymatic C-H-bond activation" Current Opinion in Chemical Biology 2009, vol. 13, page 51-7. دُوِي:10.1016/j.cbpa.2009.03.018
6. ↑  "Bond Energies". Organic Chemistry, Michigan State University. مؤرشف من الأصل في 2016-08-29.
7. ↑  Yu-Ran Luo and Jin-Pei Cheng "Bond Dissociation Energies" in CRC Handbook of Chemistry and Physics, 96th Edition